# Peyton Aldridge
Peyton James Aldridge (Warren, 10 novembre 1995) è un cestista statunitense, professionista in Europa.

## Palmarès
- Coppa Italia: 1

Cremona: 2019